# TV Caravelas
TV Caravelas é um canal de televisão brasileiro com sede no município brasileiro de Ipatinga, pertence a FAVI - Fundação Amigos do Vale do Aço de Ipatinga, estreou no dia 10 de agosto de 2009 inaugurando a televisão comunitária no Vale do Aço e no Leste Mineiro. A inicial proposta do canal foi conter programação 100% composta de produções de caráter público sem fundo comercial, alguns programas regionais são transmitidos na TV Caravelas. É transmitida em sinal aberto, 24 horas todos os dias, por assinatura no canal 06 da Claro TV para todo o Vale do Aço. Em parceria com a COM Brasil TV exibe uma expressiva parte de sua programação para os canais das principais operadoras de televisão via satélite, cujo está sob controle da ABCCOM (Associação Brasileira de Canais Comunitários).

## Licenciamento da "ANATEL"
No dia 10 de agosto de 2009 a licença de que a emissora poderia transmitir sua programação normalmente, após o processo que decidiria a continuidade da emissora. Sozinhos sem apoio de políticos do município, do estado e federal. Apesar da Fundação ser reconhecida como utilidade pública, nada até hoje conseguiram, documentos e processos já foram colocados na tentativa de conseguir verbas para equipar a TV.

## Programação
A programação da TV Caravelas se destaca por ter um conteúdo em alta definição, além de programas do interesse da comunidade em geral, programas em todas as faixas de idade, cujo em sua maioria podem ser vistos por todos os públicos. Grande parte da programação da emissora e focado em entrevistas e jornalismo.
Programas exibidos pela emissora:
- Comunidade na TV
- Experiência de Deus
- Fé e Vida
- Momento Saúde
- Music Show
- Programa da Su
- Propósitos de Vida
- Santa Missa
- Terra & Viola